# 米拉戈阿讷区
米拉戈阿讷区（法語：Arrondissement de Miragoâne）是海地的區，位於該國南部，由尼普省負責管轄，面積435.1平方公里，海拔高度239米，2015年該區人口141,826，人口密度每平方公里326人。